# ジレンマ (アルルカンの曲)
「ジレンマ」は、日本のヴィジュアル系バンドアルルカンの4枚目のシングル。

## 概要
シングルはTYPE:AとTYPE:Bの2形態で発売された。TYPE:AのDVDには表題曲「ジレンマ」のPVが収録されている。

## 収録曲

### TYPE:A

#### CD
1. ジレンマ
2. imp

#### DVD
- 「ジレンマ」-PV-

### TYPE:B

#### CD
1. ジレンマ
2. imp
3. 白い鬱

| スタブアイコン | サブスタブ | この項目は、まだ閲覧者の調べものの参照としては役立たない、シングルに関連した書きかけの項目です。この項目を加筆・訂正などしてくださる協力者を求めています（P:音楽/PJ:楽曲）。 |